# Sten (luyện kim)
Sten (từ tiếng Đức Stein nghĩa là đá) là một thuật ngữ được sử dụng trong lĩnh vực hỏa luyện kim để chỉ pha nóng chảy của sunphua kim loại thường hình thành trong nấu luyện đồng, niken, chì, kẽm và các kim loại thường khác.
Thông thường sten là pha trong đó kim loại chủ yếu cần tách riêng được phục hồi trước giai đoạn khử cuối cùng (thông thường trong lò chuyển) để sản xuất kim loại thô. Sten cũng có thể được sử dụng để thu các tạp chất từ pha kim loại, chẳng hạn trong nấu luyện antimon. Sten nóng chảy không hòa tan trong cả pha xỉ lẫn pha kim loại. Tính không hòa tan này kết hợp cùng các khác biệt về tỷ trọng riêng của sten, xỉ và kim loại cho phép chia tách pha sten.